# Kola Real
Kola Real è un marchio di bibite fa parte di un gruppo Ajegroup che produce bevande tra le più popolari in America latina. Kola Real venne introdotta in Perù nel 1988 durante una grave crisi economica e durante un periodo di violenza generalizzata, il marchio s'è sviluppato anche in Ecuador, Venezuela, Messico e Costa Rica.

Kola Real è anche conosciuta come Big Cola.